# Mirabilicoxa richardsoni
Mirabilicoxa richardsoni is een pissebed uit de familie Desmosomatidae. De wetenschappelijke naam van de soort is voor het eerst geldig gepubliceerd in 1986 door Mezhov.